# Хупмен, Бо
Бо Хупмен (англ. Beau Hoopman; род. 1 октября 1980, Шебойган, Висконсин) — американский гребец, выступавший за сборную США по академической гребле в период 2001—2009 годов. Чемпион летних Олимпийских игр в Афинах, бронзовый призёр Олимпийских игр в Пекине, чемпион мира, чемпион Панамериканских игр, победитель и призёр многих регат национального значения.

## Биография
Бо Хупмен родился 1 октября 1980 года в городе Шебойган, штат Висконсин.
Во время учёбы в старшей школе играл в гольф. Заниматься академической греблей начал в 1999 году в команде Висконсинского университета в Мадисоне, неоднократно принимал участие в различных студенческих соревнованиях. Позже проходил подготовку в Принстонском тренировочном центре в Нью-Джерси.
Впервые заявил о себе в гребле на международной арене в 2001 году, выиграв серебряную медаль в восьмёрках на молодёжной регате в австрийском Линце. Год спустя на аналогичных соревнованиях в итальянской Генуе получил в той же дисциплине золото. Попав в основной состав американской национальной сборной, выступил на мировом первенстве в Севилье — в распашных безрульных четвёрках сумел квалифицироваться лишь в утешительный финал B и расположился в итоговом протоколе соревнований на 12 строке.
В 2003 году выступил на Панамериканских играх в Санто-Доминго, где стал серебряным призёром в безрульных четвёрках и победил в восьмёрках.
В 2004 году в безрульных четвёрках одержал победу на этапе Кубка мира в Люцерне. Благодаря череде удачных выступлений удостоился права защищать честь страны на летних Олимпийских играх в Афинах. В составе экипажа-восьмёрки в финале обошёл всех своих соперников и тем самым завоевал золотую олимпийскую медаль. Это была первая победа американских гребцов в данной дисциплине с 1964 года, здесь они также установили мировой рекорд, показав время 5:19,85.
После афинской Олимпиады Хупмен остался в составе гребной команды США на ещё один олимпийский цикл и продолжил принимать участие в крупнейших международных регатах. Так, в 2005 году в восьмёрках он победил на мировом первенстве в Гифу, тогда как в безрульных четвёрках занял пятое место.
В 2006 году побывал на чемпионате мира в Итоне, откуда привёз награду бронзового достоинства, выигранную в восьмёрках.
На мировом первенстве 2007 года в Мюнхене стартовал в безрульных четвёрках и попасть в число призёров не смог.
Находясь в числе лидеров американской национальной сборной, благополучно прошёл отбор на Олимпийские игры 2008 года в Пекине. На сей раз в восьмёрках пришёл к финишу третьим позади экипажей из Канады и Великобритании, таким образом добавил в послужной список бронзовую олимпийскую награду. 
В 2009 году в восьмёрках выступил на этапе Кубка мира в Люцерне и на чемпионате мира в Познани, после чего принял решение завершить спортивную карьеру.